# Нортбрук (Илиноис)
Нортброок (енгл. Northbrook) град је у америчкој савезној држави Илиноис.

## Демографија
По попису из 2010. године број становника је 33.170, што је 265 (-0,8%) становника мање него 2000. године.
| Група             | 2000.          | 2010.          |
| Белци             | 29.346 (87,8%) | 27.892 (84,1%) |
| Афроамериканци    | 190 (0,6%)     | 210 (0,6%)     |
| Азијати           | 2.958 (8,8%)   | 3.875 (11,7%)  |
| Хиспаноамериканци | 616 (1,8%)     | 828 (2,5%)     |
| Укупно            | 33.435         | 33.170         |